# Olea rubrovenia
Espèce
Classification phylogénétique
Olea rubrovenia (Elmer) Kiew est une espèce de plantes à fleurs de la famille des Oleaceae et du genre Olea. C'est un arbre qui peut atteindre 10 m de haut. Il pousse en Malaisie (au Sabah et au Sarawak). Il a été reconnu et classé dans le sous-genre Tetrapilus par P.S. Green lors de sa révision du genre Olea (2002) avec ses synonymes et sa description botanique.

## Synonymes botaniques
- Linociera rubrovenia Elmer (1909,
- Ilex decussata Heine (1953),
- Tetrapilus rubrovenia (Elmer) (1957),
- Olea decussata (Heine) Kiew (1979).

## Description botanique

### Appareil végétatif
C'est un arbre qui peut atteindre 10 m de haut. Les jeunes pousses sont glabres.  Les feuilles sont  coriaces, glabres, avec des pétioles qui ont entre 5 et 15 mm de long. Le limbe est ovale à elliptique, oblong ou oblong-lancéolé de (3,5-)6 à 10(-13) cm de long et large de (2-)2,5 à 4,5(-6) cm de large, la base est largement aigüe à étroitement obtuse, atténuée sur le pétiole, l'apex est aigu, acuminé, occasionnellement raccourci ainsi. Les bords sont entiers. Il y a 6 à 8 nervures primaires de part et d'autre de la nervure centrale laquelle est saillante sur le dessous, enfoncée sur le dessus, la nervuration est d'autre part de couleur sombre.

### Appareil reproducteur

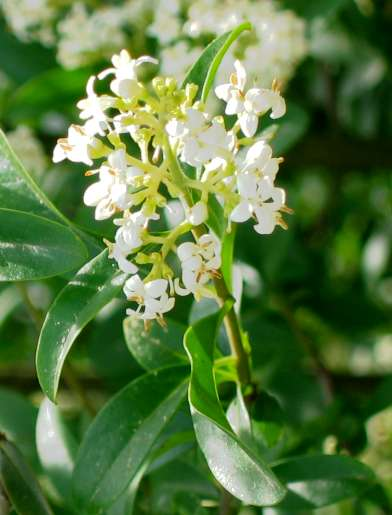
Inflorescence d'Oleacée en panicule.

Les inflorescences sont axillaires en panicules denses, de 1 à 2 cm de long, à fleurs abondantes sub-ombellées, glabres ou finement pubérulentes, avec des pédicelles de 1,5 à 5 mm de long. Les pédicelles ont 0,5 à 1 mm de long. Les fleurs mâles viennent des bourgeons un peu globuleux mesurant 1 mm de diamètre. Le calice mesure 1 mm de long, largement quadrilobè, glabre avec les bords ciliés. La corolle mesure 1 à 1,5 mm de long, divisée légèrement moins qu'à la moitiè avec des lobes oblongs, arrondis et cucullés. Les étamines sont largement ellipsoïdes de 1 mm de long dans les fleurs bisexuées, de 1,5 mm dans les fleurs mâles, subsessiles, connectives, sans appendices. L'ovaire est en forme de bouteille, de 2 mm de long, le style à peine visible, le stigmate petit, bilobé, abortif dans les fleurs mâmes. Le fruit est une drupe ovoïde de 1,8 par 1,5 cm.

### Répartition géographique
Le matériel examiné provient de :
- Malaisie : Sabah - Parc National du Mont Kinabalu, Bembagan (1964),
- Sarawak : Parc National Gunong Mulu (1976).

C'est une espèce de haute altitude, endémique du Mont Kinabalu (Sabah) mais également enregistré dans le Gunong Mulu (en bordure du Sarawak). Elle a été enregistrée sur les flancs et les crètes entre 1.500 et 2.400 m.

## Sources
Pour des articles plus généraux, voir Oleaceae, Olea et Tetrapilus.